# JP Doyle
John Paul "JP" Doyle (Dublín, Irlanda, 3 d'agost de 1979) és un dels sis àrbitres que es dediquen de forma professional i a jornada completa a arbitrar per la Federació anglesa de rugbi.

## Jugant carrera
John Paul Doyle (conegut popularment com a JP Doyle) va néixer el 3 d'agost de 1979 a Dublín, Irlanda. És fill de Terry Doyle, president de l'associació d'àrbitres de la IRFU de Leinster.
Va jugar com a mitja-melé per Terenure College (school), Terenure College RFC and St Mary's University College, Twickenham La seva carrera com a jugador es va veure truncada per una greu lesió a l'esquena l'any 2002.

## Carrera com a àrbitre
Doyle va començar la seva trajectòria com a àrbitre a la Association of Referees Leinster Branch of the IRFU fins que al gener de 2003 va promocionar al South East Group i al National Panel el 2006. Ha arbitrat  a la final de la Daily Mail Under 18 Schools Cup aTwickenham l'any 2007 i la de la EDF Energy National Trophy el 2008.
En el periòde entre 2009 i 2012 fou àrbitre de diversos torneigs en l'àmbit internacional com (IRB Nations Cup o la European Nations Cup).
A nivell de clubs, Doyle arbitra regularment a Anglaterra, i ha arbitrat partits internacionals de la European Challenge Cup així com de la Copa d'Europa de Rugbi, on feu el seu debut el 17 d'octubre de 2010 en un partit entre la USAP i la Benetton Rugby Treviso

El 27 de maig de 2014, fou designat per ser l'àrbitre de la final de la Premiership i també fou un dels àrbitres designats per la Copa del Món de Rugbi de 2015.